# Tirídates II da Pártia
Tirídates II de Pártia foi xá parta no mesmo período de Fraates IV,  contra quem lutou pelo poder absoluto do país. Assumiu o poder de algumas províncias do império em 30 a.C., Mas Fraates ofereceu resistência e com ajuda dos Citas, Fraates conseguiu expulsá-lo em 26 a.C. para a Síria, que nesse período estava sob dominação romana.
Os Romanos permitiram que Tirídates permanecesse na Síria para organizar a retomada ao poder do Império Parta, mas se recusaram a apoiá-lo.
Entre os anos de 26 e 25 a.C. Tirídates invadiu a Pártia novamente, mas não logrou êxito em suas investidas, na última delas, antes de ser expulso definitivamente das fronteiras do Império Parta, logrou êxito no sequestro do filho de Fraates IV e o levou para a província romana de Hispânia. Ao tomar ciência do ocorrido, Augusto de Roma ordenou que a criança fosse devolvida ao xá parta.

## Nome
Tiridates (Τιριδάτης, Tiridátēs) é a forma latina do armênio Terdate (Տրդատ, Trdat), que derivou do persa antigo Tiridata (*Tiridata-), "dado/criado por Tir". Foi registrado em grego como Terdates (Τηρδὰτης, Tērdàtēs), Teridates (Τηριδάτης, Tēridátēs), Teridácio (Τηριδάτιος, Tēridátios) e Tiridácio (Τιριδάτιος, Tiridátios).